# Caesalpinia coccinea
Caesalpinia coccinea är en ärtväxtart som beskrevs av Gwilym Peter Lewis och J.L.Contr. Caesalpinia coccinea ingår i släktet Caesalpinia och familjen ärtväxter. Inga underarter finns listade i Catalogue of Life.